# Šiauliai Ginstrektė
Šiauliai Ginstrektė is een Litouwse hockeyclub uit Šiauliai.
De club werd in 1992 opgericht en is nauw verbonden aan de gelijknamige vrouwenvoetbalclub. Het vrouwenteam is meerdere malen landskampioen. Daardoor kon de club keer deelnemen aan een Europacup I-toernooi, in 2002, 2003, 2004 en 2008.